# 排斥
| ウィキペディアには「排斥」という見出しの百科事典記事はありません（タイトルに「排斥」を含むページの一覧/「排斥」で始まるページの一覧）。 代わりにウィクショナリーのページ「排斥」が役に立つかもしれません。 |